# Kallesmærsk Hede

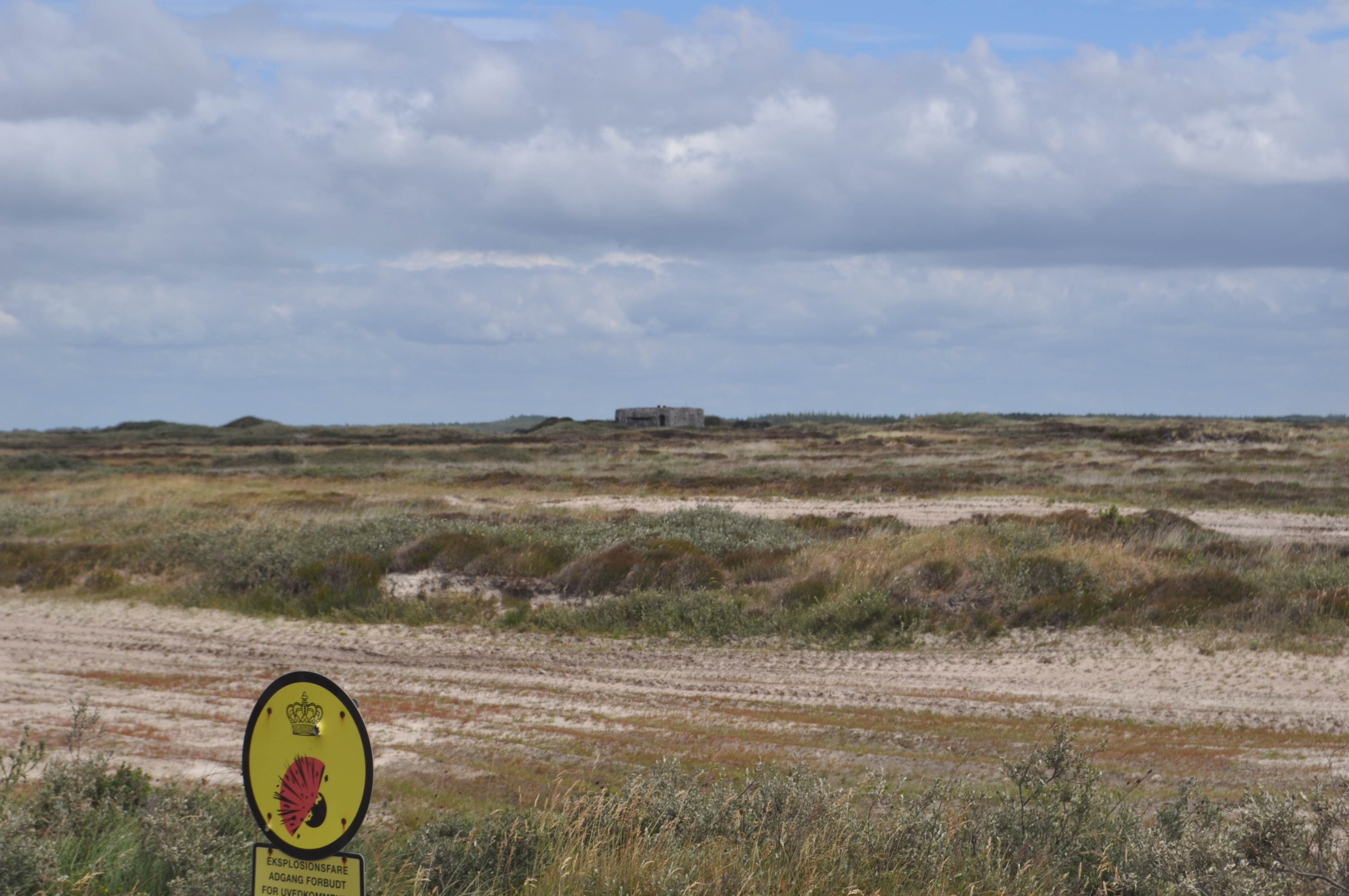
Heidefläche auf dem Schießplatz Oksbøl, im Hintergrund die Ruine eines Atlantikwall-Bunkers.

Die Kallesmærsk Hede ist ein Natura 2000-Schutzgebiet im Süden Dänemarks. Das Gebiet liegt zwischen den Ferienorten Vejers Strand und Blåvand. Teilflächen des Gebiets werden als Truppenübungsplatz Oksbøl Skyde- og Øvelsesterræn genutzt.
Das Schutzgebiet umfasst eine Fläche von insgesamt 11.636 ha. Es ist in drei Teilgebiete untergliedert: Kallesmærsk Hede og Grærup Langsø (6.570 ha), Filsø (4.270 ha) und Kærgård Klitplantage (796 ha). Die Gesamtfläche ist als  Fauna-Flora-Habitat-Gebiet ausgewiesen, die Teilgebiete Kallesmærsk Hede og Grærup Langsø und Filsø als  Vogelschutzgebiete; das Teilgebiet Filsø ist außerdem nach der Ramsar-Konvention geschützt.
In der Heide wurde bereits 1929 ein Truppenübungs- und Schießplatz eingerichtet. Seine Fläche umfasst 6500 Hektar, dafür wurden 60 Landwirtschaftsbetriebe, 42 Wohngebäude und 116 Ferienhäuser enteignet und dem Militärgelände zugeschlagen. Durch die militärische Nutzung werden die Heideflächen offen gehalten, in der Vogelbrut- und Rastzeit finden keine Manöver statt.

## Lebensraumtypen
Im FFH-Gebiet befinden sich die folgenden „Lebensraumtypen von gemeinschaftlichem Interesse“; prioritäre Lebensraumtypen sind mit * gekennzeichnet.
| Natura-2000-Code | Lebensraumtyp | Größe     |
| ---------------- | --- | --------- |
| 2110             | Primärdünen | 3,2 ha    |
| 2120             | Weißdünen mit Strandhafer Ammophila arenaria                                                                        | 140,0 ha  |
| 2130             | * Festliegende Küstendünen mit krautiger Vegetation (Graudünen)                                                     | 960,0 ha  |
| 2140             | * Entkalkte Dünen mit Empetrum nigrum                                                                               | 2429,0 ha |
| 2160             | Dünen mit Hippophaë rhamnoides                                                                                      | 11,0 ha   |
| 2170             | Dünen mit Salix repens ssp. argentea (Salicion arenariae)                                                           | 24,0 ha   |
| 2180             | Bewaldete Dünen der atlantischen, kontinentalen und borealen Region                                                 | ?         |
| 2190             | Feuchte Dünentäler                                                                                                  | 643,0 ha  |
| 2250             | * Mediterrane Küstendünen mit Wacholder Juniperus spp.                                                              | 0,6 ha    |
| 3110             | Oligotrophe, sehr schwach mineralische Gewässer der Sandebenen (Littorelletalia uniflorae)                          | 24,0 ha   |
| 3130             | Oligo- bis mesotrophe stehende Gewässer mit Vegetation der Littorelletea uniflorae und/oder der Isoëto-Nanojuncetea | -         |
| 3150             | Natürliche eutrophe Seen mit einer Vegetation des Magnopotamions oder Hydrocharitions                               | 30,0 ha   |
| 3260             | Flüsse der planaren bis montanen Stufe mit Vegetation des Ranunculion fluitantis und des Callitricho-Batrachions    | 51,0 km   |
| 4010             | Feuchte Heiden des nordatlantischen Raumes mit Erica tetralix                                                       | 15,0 ha   |
| 4030             | Trockene europäische Heiden                                                                                         | 37,0 ha   |
| 5130             | Formationen von Juniperus communis auf Kalkheiden und -rasen                                                        | ?         |
| 6410             | Pfeifengraswiesen auf kalkreichem Boden, torfigen und tonig-schluffigen Böden (Molinion caeruleae)                  | 55,0 ha   |
| 6430             | Feuchte Hochstaudenfluren der planaren und montanen bis alpinen Stufe                                               | -         |
| 7140             | Übergangs- und Schwingrasenmoore                                                                                    | 2,4 ha    |
| 7150             | Torfmoor-Schlenken (Rhynchosporion)                                                                                 | 14,0 ha   |
| 7230             | Kalkreiche Niedermoore                                                                                              | 3,6 ha    |
| 91D0             | * Moorwälder | ?         |
| 91E0             | * Auen-Wälder mit Alnus glutinosa und Fraxinus excelsior (Alno-Padion, Alnion incanae, Salicion albae)              | ?         |

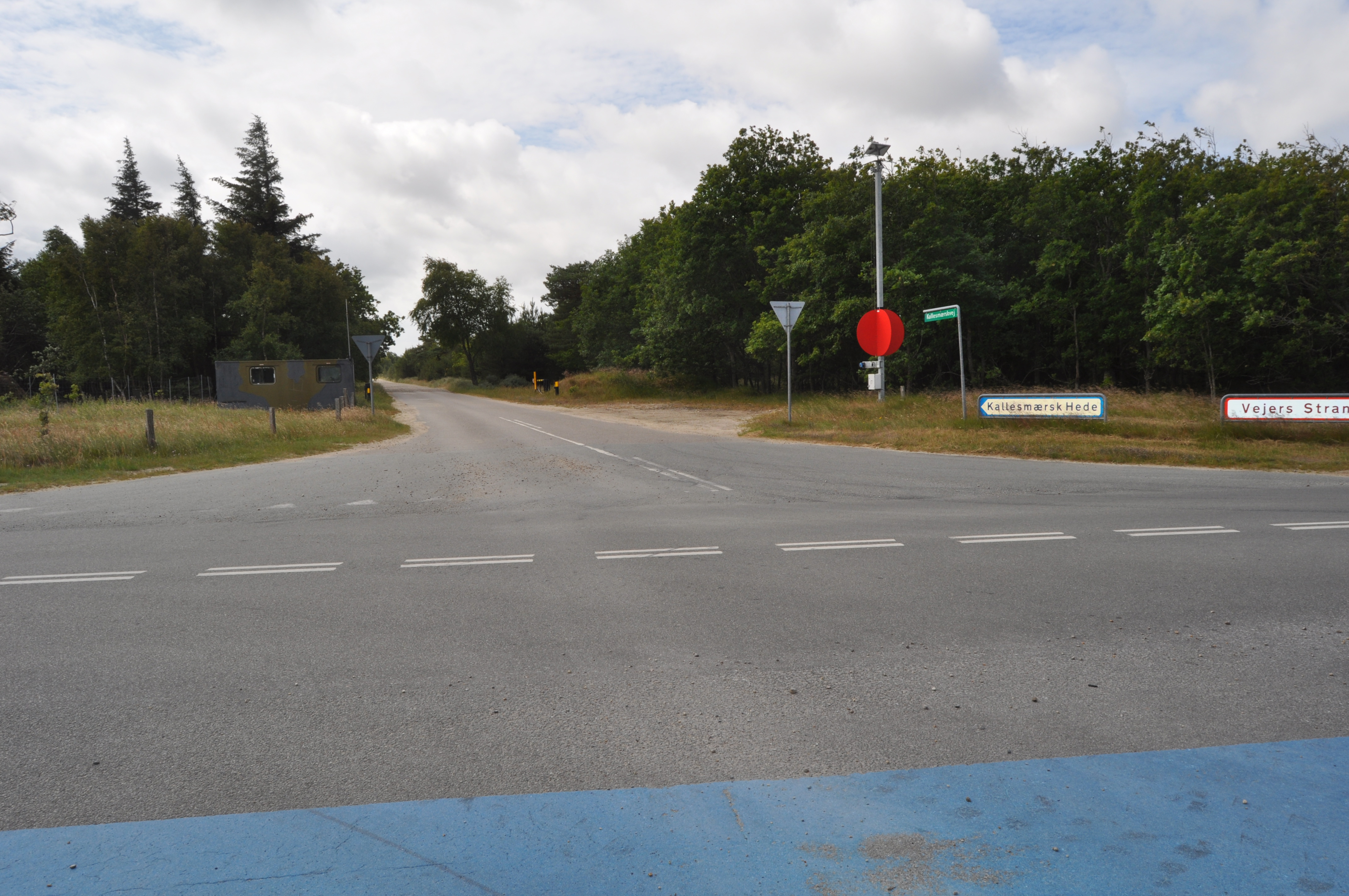
Das Militärgelände ist während der Schießübungen gesperrt. Dann werden rote Signalkugeln gehisst.
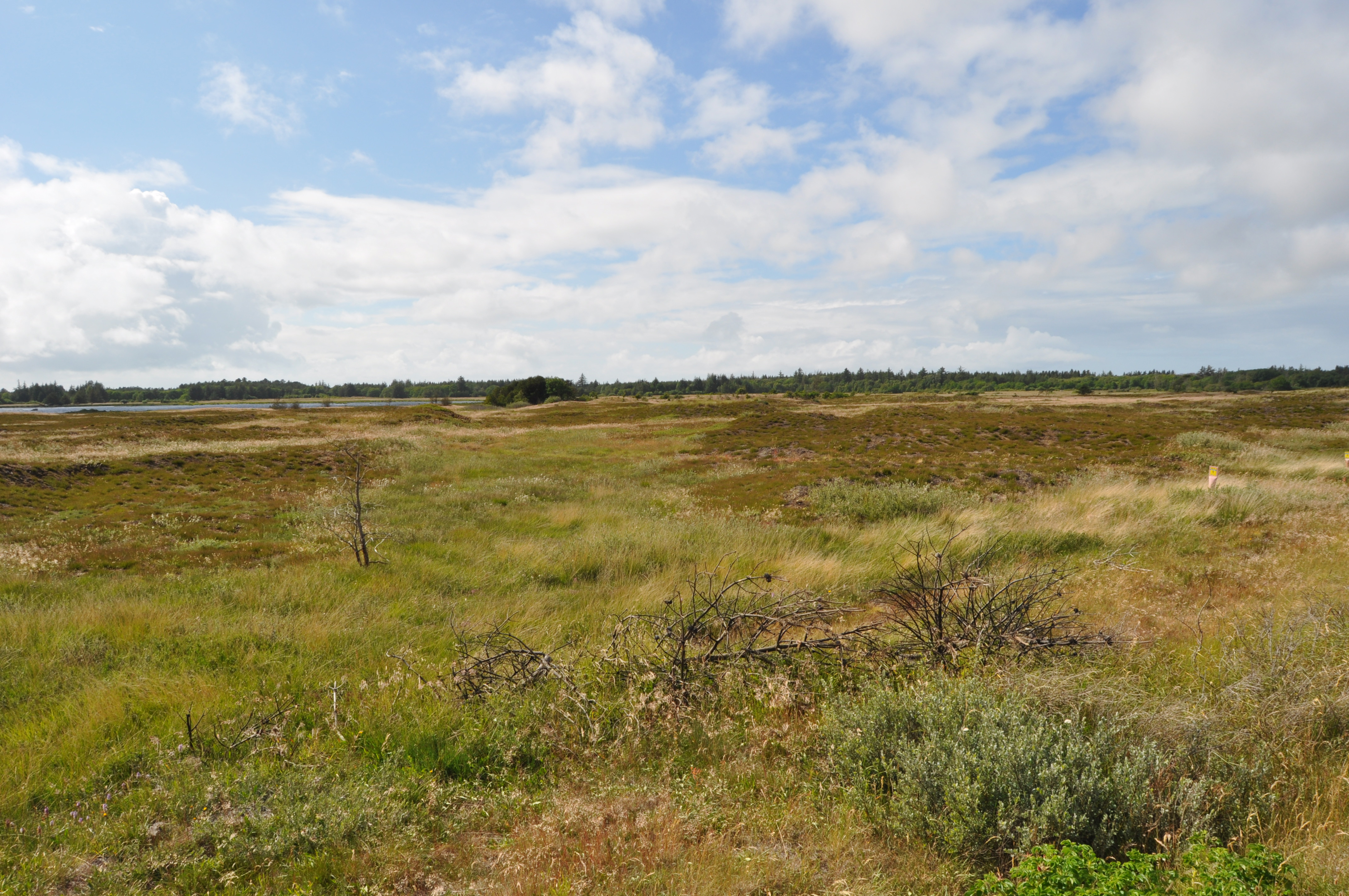
Heide mit Wasserflächen bei Vejers
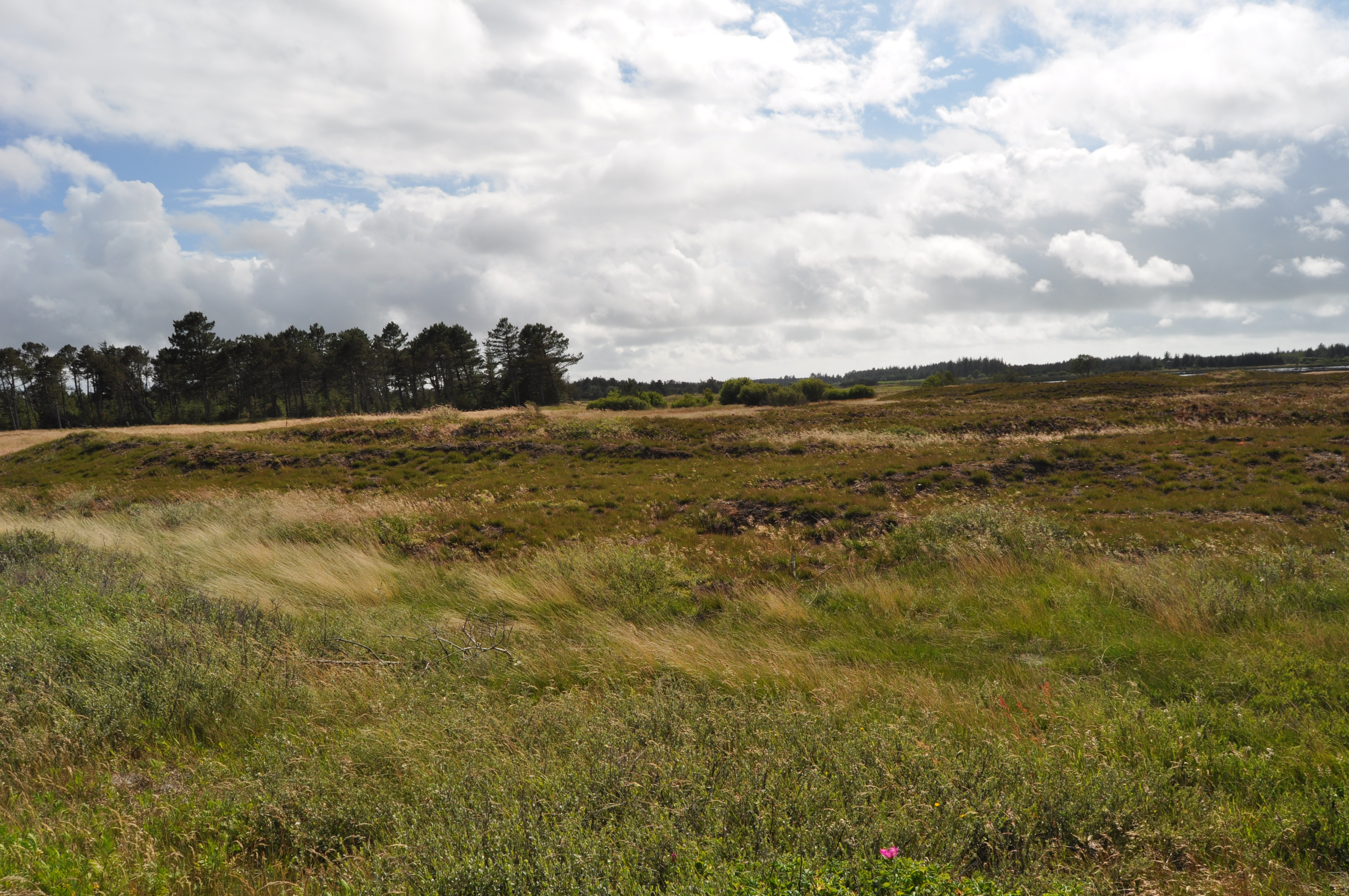
Heide bei Vejers mit Kiefernwald
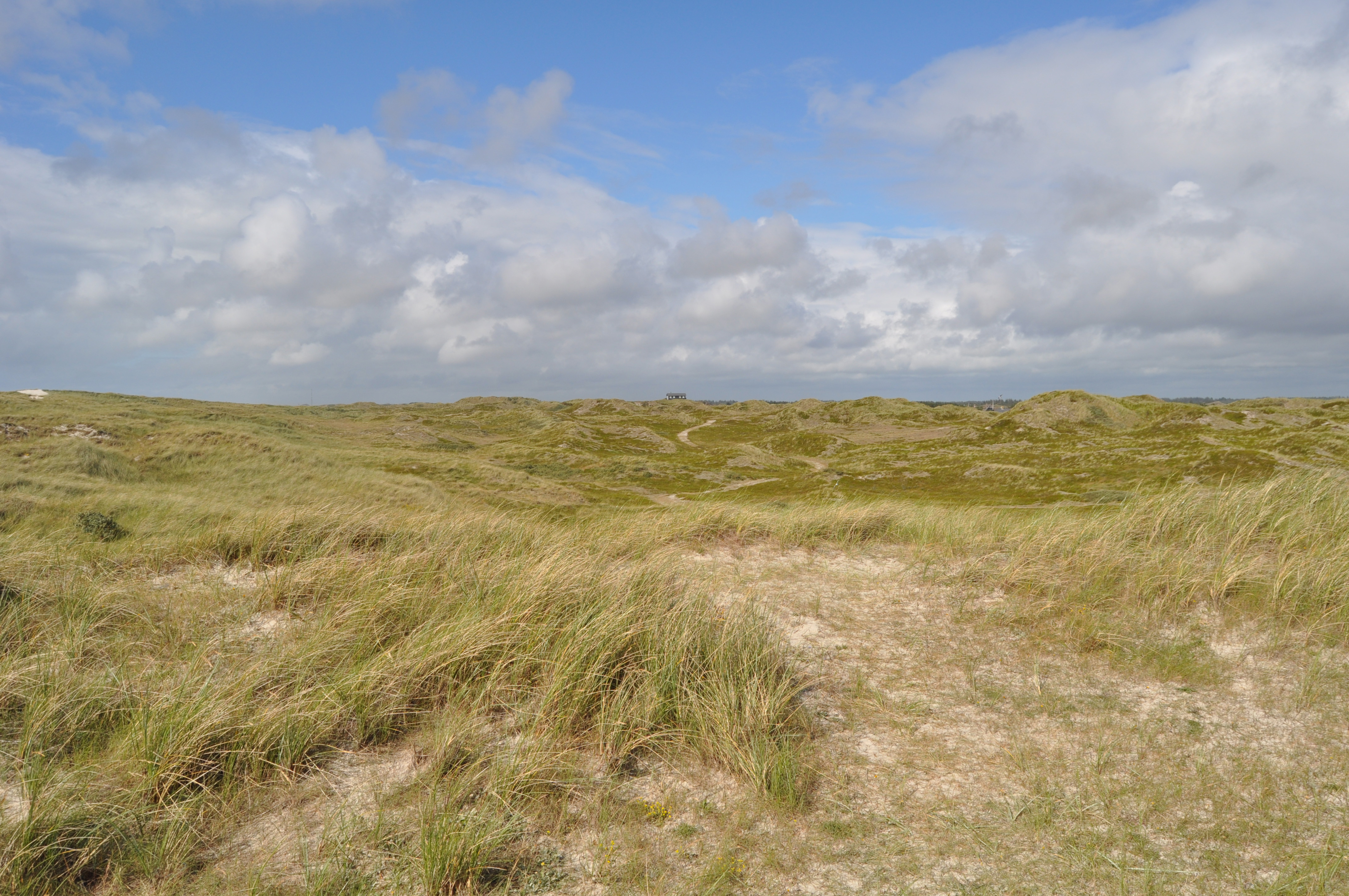
Übergang von Heide in Dünenlandschaft bei Vejers
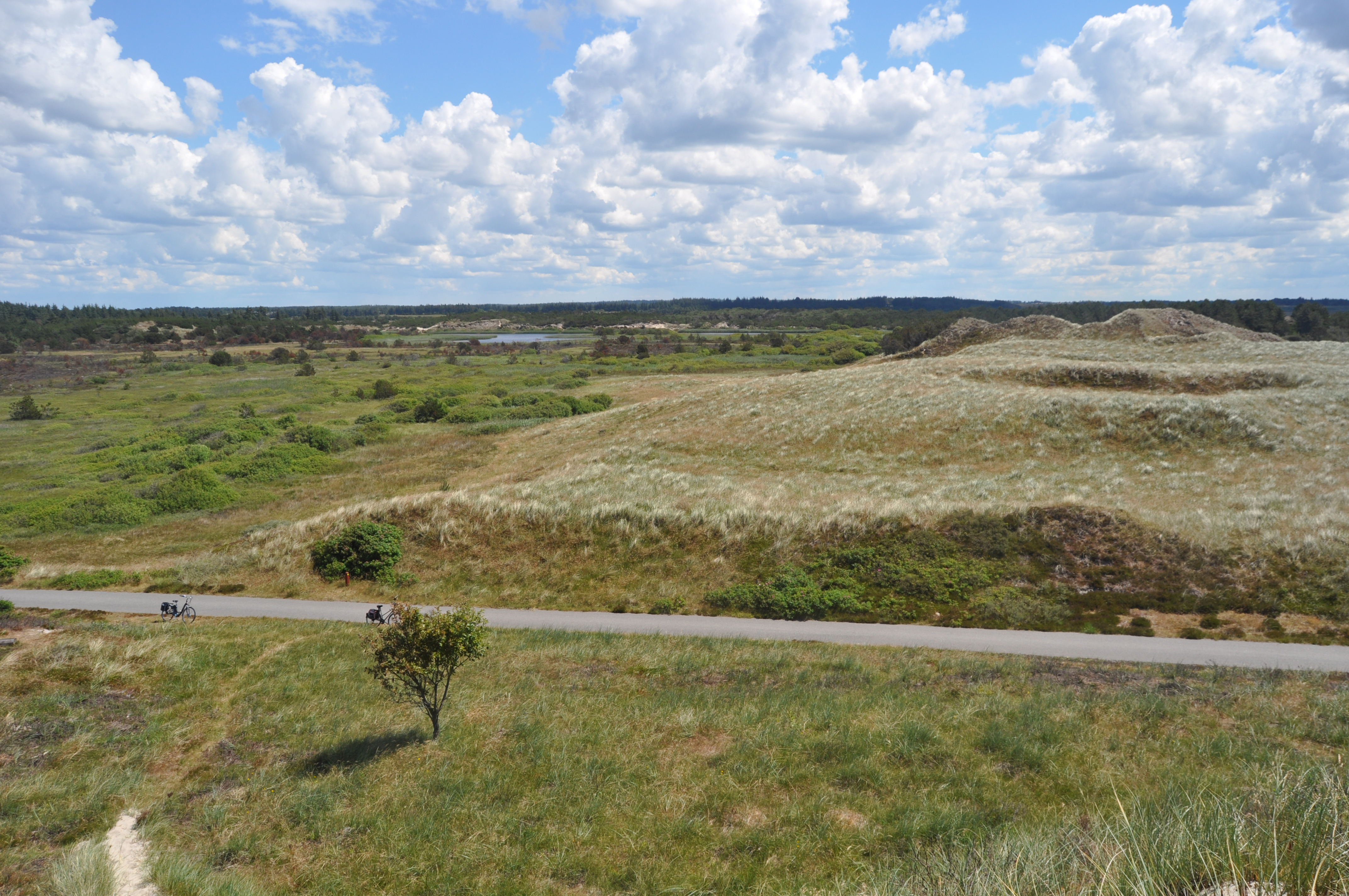
Naturschutzelemente – Düne, Heide, Biotope, Wald – nördlich Vejers
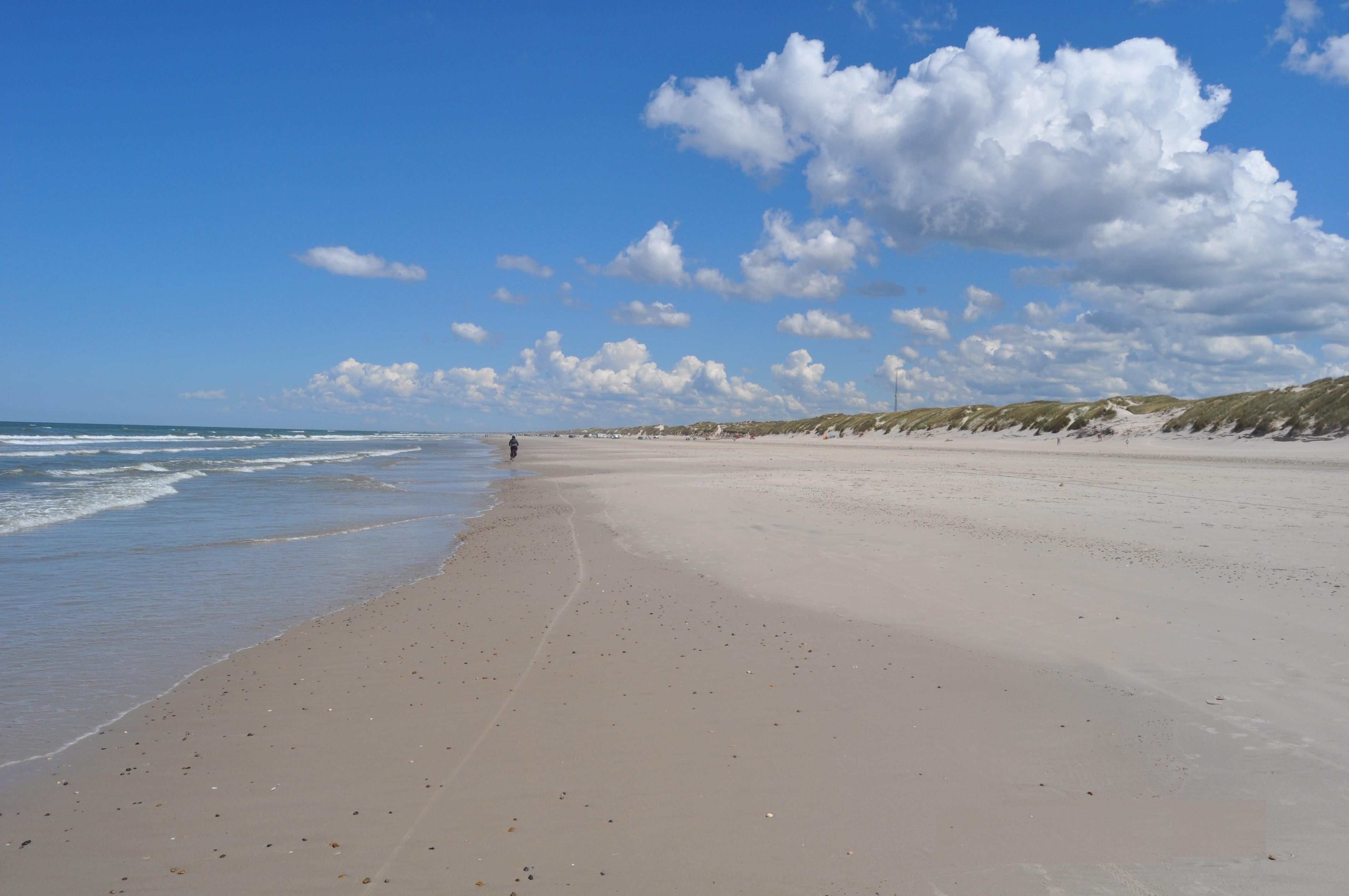
Breiter Strand bei Vejers mit Weißdünenwall

## Fauna
Neben Fischotter- und Rotwildbeständen finden sich im Schutzgebiet zahlreiche schützenswerte Vogelarten:
- Bruchwasserläufer (Brutvogel)
- Heidelerche (Brutvogel)
- Neuntöter (Brutvogel)
- Rohrdommel (Brutvogel)
- Rohrweihe (Brutvogel)
- Tüpfelsumpfhuhn (Brutvogel)
- Wiesenweihe (Brutvogel)
- Ziegenmelker (Brutvogel)
- Graugans (Zugvogel)
- Kurzschnabelgans (Zugvogel)
- Mornellregenpfeifer (Zugvogel)
- Singschwan (Zugvogel)
- Spießente (Zugvogel)
- Zwergschwan (Zugvogel)

Während der Zugzeit halten sich im Gebiet zwischen 15.000 und 20.000 Graugänse und zwischen 5.000 und 10.000 Kurzschnabelgänse auf, dazu kommen ca. 1.000 Schwäne.
Die Rotwildbestände im Heidegebiet sind die größten in Dänemark.

## Sonstiges
Im Südosten des Schutzgebietes, im Husbjerg Klit in der Oksby Plantage, wurden im Dezember 1943 sechs dänische Widerstandskämpfer verscharrt, die die deutschen Besatzer zuvor bei bzw. in Aarhus hingerichtet hatten. Nach Kriegsende konnten die Leichen exhumiert werden. 1952 wurde an dieser Stelle ein Gedenkstein aufgestellt.
Auf der Kallesmærsk Hede verstreut liegen acht Hügelgräber und zahlreiche – allerdings nicht sichtbare – urgeschichtliche Wohnplätze.